# Сборная Восточного Туркестана по футболу
Сборная Восточного Туркестана по футболу – национальная футбольная команда уйгуров, живущих в США, Канаде, странах Европы и Австралии. Сборная не является членом ФИФА и УЕФА и, следовательно, не принимает участия в их турнирах.

## История
Восточно-Туркестанская федерация футбола была создана в 2019 году. Эта федерация является первой футбольной федерацией, созданной для представления Восточного Туркестана после аннексии Восточно-Туркестанской Республики Китаем в 1949 году. Помимо национальной сборной, федерация также управляет футбольными организациями, организованными уйгурами в таких странах, как США , Канада, Норвегия, Швеция, Нидерланды, Германия, Бельгия, Франция и Австралия. 
Национальная футбольная команда Восточного Туркестана, сыгравшая на данный момент два официальных матча, провела свой первый матч против Западного Папуа в Гааге, 19 октября 2019 года, и выиграла матч со счетом 8-2. Второй матч команды — отборочный матч против сборной Тамил Илама для участия в чемпионате мира по футболу CONIFA 2020, команда проиграла этот матч со счетом 5:0 и выбыла из кубка.
1. ↑  The FIFA/Coca-Cola World Ranking (англ.). FIFA (19 декабря 2024). Дата обращения: 19 декабря 2024.